# 土屋佑壱
土屋 佑壱（つちや ゆういち、1979年2月6日 - ）は、日本の俳優であり、男性4人組演劇ユニット*pnish*（パニッシュ）のメンバーである。本名および旧芸名は土屋 裕一（読み同じ）。山梨県中巨摩郡白根町（現在の南アルプス市白根地区）出身。オフィスジュニアの後ワタナベエンターテインメントに所属し、フリーの期間を経て2025年1月よりこまつ座の所属となった。

## 人物
- 山梨県立甲府第一高等学校卒業。
- 実家は美容院を営んでいる。
- あだ名はtuti（トゥティ）、つっちー、おトテ君。
- かなりの辛党で、お酒に関しては熱く語る。日本酒はメ張鶴・久保田 万寿・石鎚・八海山・綿屋。シャンパンはロデレール。ウィスキーはシーバスリーガル・響・山崎。輸入ビールはクローネンブルグ。焼酎は古秘・甕雫。
- 小さい頃、キュービィロップのレモンティー味を舐めて吐いてから紅茶が苦手。ただし、キュービィロップ（立方体2個入り）には紅茶系統のフレーバーがないため、正しくは当時販売されていたハート型の小粒飴が3個小袋に入った他社製品とみられる。
- 子供の頃、母親と海でビーチボートに乗っていた時に溺れ、死にそうになった。
- 学生時代、授業をサボッたことが担任にバレ、その担任が「土屋ーっ!!!」と叫びながら追っかけて来た。本人曰く、本気で死ぬかと思ったらしい。
- 好きなブランドはTHE NORTH FACE。
- 粉瘤により手術したことがある[2]。
- 高所恐怖症である。
- 2016年2月7日、芸名を本名でもある土屋 裕一から土屋 佑壱に改名することを発表[3]。

## 出演

### 舞台
1998年
- BQMAP『Re-』
- 44プロデュース『BACK TO THE FUTURE1/2/3』

1999年
- BQMAP『蜃気楼列車』
- BQMAP『天は屋根、空は窓』
- 小野プロデュース『ドレッサーパニック』
- BQMAP『センチメンタルタイガー』

2000年
- BQMAP『大江戸バックドラフト』
- シロ×クロ『BEST TEAM』（演出：麻丘めぐみ、中目黒ウッディシアター）
- BQMAP『レイノトレイル』（シアターサンモール）
- 小野プロデュース『ハピネスシート』
- BQMAP『appendex Jam』（下北沢駅前劇場）
- miinaプロデュース『民法732.5条』（作・演出：増本庄一、新宿THEATER/TOPS）
- 小野プロデュース『不純恋愛2000GOGO!』（シアターD）
- ↑UP↓プロデュース『愛の眼鏡は色ガラス』（作：安部公房/演出：松本きょうじ、シアターV赤坂）

2001年
- シロ×クロ『SET A TRAP』（演出：麻丘めぐみ、スフィアメックス）
- 椿組『そして春の水は、河となって流れ』（作：鄭義信/演出：森さゆ里、下北沢「劇」小劇場）
- 夜想会『遥なる都』（紀伊國屋サザンシアター）
- ジャンプフェスタ バンダイステージ『ONE PIECE』 - サンジ 役

2002年
- 長沢美樹プロデュース『新・幕末純情伝』（作：つかこうへい/演出：小川輝晃、東京芸術劇場（小））
- ミュージカル『HUNTER×HUNTER』（作：奥村直義/演出：平光琢也、全労済ホールスペース・ゼロ） - ゼブロ、ゾルディック家執事、観光客 役
- ジャンプフェスタ バンダイステージ『ONE PIECE』 - サンジ 役

2003年
- ミュージカル『テニスの王子様』 - 大石秀一郎 役
- ミュージカル『テニスの王子様追加公演』 - 大石秀一郎役
- ジャンプフェスタ バンダイステージ『ONE PIECE』 - サンジ役

2004年
- ミュージカル『テニスの王子様』Remarkable 1st Match 不動峰 - 大石秀一郎役
- 後藤真希主演ミュージカル『サヨナラのLOVE SONG』（作：樫田正剛/演出：平光琢也、青山劇場 他）
- ミュージカル『テニスの王子様』コンサート Dream Live 1st - 大石秀一郎 役
- しがらみ屋台プロデュース『人間の頂上』（作・演出：市野龍一、下北リバティ）
- ミュージカル『テニスの王子様』More than Limit 聖ルドルフ学院 - 大石秀一郎役
- 劇団道学先生『酒坊っちゃん〜走れば小銭の音〜』（作：中島淳彦、新宿THEATER/TOPS） - 笠原純 役

2005年
- ミュージカル『テニスの王子様』in winter 2004-2005 side 不動峰 〜special match - 大石秀一郎 役
- サスペンスミュージカル『ZIPPER』（作・演出：ラサール石井、クラブeX）
- ロックミュージカル『BLEACH』（全労済ホールスペース・ゼロ） - 市丸ギン 役
- 劇団道学先生『兄妹どんぶり』（作：中島淳彦/演出：井上思、紀伊國屋サザンシアター 他） - 近藤 役

2006年
- ロックミュージカル『BLEACH〜再炎〜』 - 市丸ギン 役
- 劇団道学先生『酒坊っちゃん〜走れば小銭の音〜』（作：中島淳彦、横浜赤レンガホール） - 笠原純 役
- 『ハゲレット』（作：鈴木聡/演出：山田和也、紀伊國屋ホール 他）
- 劇団道学先生『酒坊っちゃん〜走れば小銭の音〜』（作：中島淳彦、東京芸術劇場 他） - 笠原純 役
- ロックミュージカル『BLEACH〜The Dark of The Bleeding Moon〜』 - 市丸ギン 役
- 『田園に死す』（演出：栗田芳宏、新国立劇場中劇場）

2007年
- ロックミュージカル『BLEACH〜The LIVE 卍解 SHOW〜Code:001』（演出：堤泰之、青山劇場） - 市丸ギン 役
- 『えっと、おいらは誰だっけ?〜Cash On Delivery〜』（作：マイケル・クーニー/演出：綾田俊樹、青山円形劇場 他）
- ロックミュージカル『BLEACH〜No Clouds in the Blue Heavens〜』（日本青年館 他） - 市丸ギン 役
- 赤坂RED/THEATER プロデュース Vol.1『絢爛とか爛漫とか』（作：飯島早苗/演出：御笠ノ忠次）
- 個人イベント『T.T.T~tuti 10th thanks~』（原宿アストロホール）
- 『ある日、僕らは夢の中で出会う』（作：高橋いさを/演出：堤泰之、全労済ホールスペース・ゼロ）
- 『FLOWERS』（作：田村孝裕/演出：坂口芳貞、青山円形劇場）
- 劇団道学先生『デンキ島 〜白い家編〜』（作・演出：蓬莱竜太、新宿THEATER/TOPS）

2008年
- 青山円劇カウンシル#1〜RISE!〜『ウラノス』（作：前川知大/演出：青木豪、青山円形劇場）
- ロックミュージカル『BLEACH DX(THE ALL, LIVE 卍解 SHOW code:002）』（新宿コマ劇場） - 市丸ギン 役
- 演劇集団キャラメルボックス 2008サマーツアー『嵐になるまで待って』（作・演出：成井豊、池袋サンシャイン劇場 他）
- かしきり企画『やかましい人々』（作：中島淳彦/演出：三宅恵介（フジテレビ）、三越劇場 他）
- サバダミカンダ#001『スタンレーの魔女』（作・演出：御笠ノ忠次、赤坂RED/THEATER）

2009年
- ラッパ屋第34回公演『ブラジル』（作・演出：鈴木聡、紀伊國屋ホール 他）
- かしきり企画『やかましい人々』（作：中島淳彦/演出：三宅恵介（フジテレビ）、シアター1010 他）
- トークライブ『土屋さんと井関さん』（南青山MANDALA）
- 劇団道学先生『リンゴ リンゴ リンゴ』（作・演出：中島淳彦、赤坂RED THEATER）

2010年
- ロックミュージカル『BLEACH〜The LIVE 卍解 SHOW〜Code:003』（日本青年館 他）
- 個人イベント『土屋裕一31回目の誕生日会』（屋形船）
- 劇団東京ヴォードヴィルショー第64回公演『無頼の女房』（作・演出：中島淳彦、紀伊国屋ホール 他）
- ミュージカル『テニスの王子様』コンサート Dream Live 7th（神戸ワールド記念ホール 他） - 大石秀一郎 役
- 個人タイムトリップイベント『土屋維新 明治の宴』〜明治とか 詳しいわけでは ないけれど〜（博品館明治村）
- プリエールプロデュース『烏賊ホテル』（作：岡本螢/演出：西山水木、座・高円寺 1 他）

2011年
- 個人温泉イベント『土屋温泉物語』（山梨県石和温泉・ホテル千石）
- DHE@stageプロデュース『陰陽師〜Light and Shadow〜』（演出：上島雪夫、新国立劇場 中劇場） - 武蔵坊弁慶 役
- TEAM NACS 15th project「5D -FIVE DIMENSIONS-」『LOOSER 6』（演出：森崎博之、サンシャイン劇場 他）
- 『バッド・アフタヌーン〜独立弁護士のやむを得ぬ嘘〜』（演出：土田英生、赤坂RED/THEATER）
- 個人イベント『ナイトin土屋』〜夜、六本木で待ち合わせ〜（STUDIO MOURIS ROPPONGI）
- 個人イベント『ナイトin土屋』vol.2〜六本木で待ち合わせ〜（STUDIO MOURIS ROPPONGI）

2012年
- 個人温泉イベント『土屋温泉物語』〜2012水上編〜（群馬県水上温泉・源泉湯の宿 松乃井）
- 土田英生セレクション vol.2『燕のいる駅』（演出：土田英生、三鷹市芸術文化センター 星のホール）
- 個人イベント『ギター友の会 vol.1』（渋谷eggman） ※ギター友：永山たかし
- ミュージカル『ドリームハイ』（新国立劇場中劇場） - カン・オヒョク先生 役
- 個人イベント『ナイトin土屋』vol.3 〜オペラシティ脇での待ち合わせ〜（初台 The DOORS）
- 個人イベント『ギター友の会 vol.2』（渋谷eggman） ※ギター友：永山たかし

2013年
- 個人イベント『ギター友の会 vol.3』（渋谷eggman） ※ギター友：永山たかし
- 個人温泉イベント『土屋温泉物語2013』〜土屋と行くならハトヤ編〜（伊東温泉ハトヤホテル）
- ねこマジ リリース記念『ワンマンライブ』（南青山マンダラ） ※ギターの友としてゲスト出演
- 『見上げればあの日と同じ空』（脚本：小峯裕之/演出：及川拓郎、紀伊國屋ホール）
- 個人イベント『ギター友の会 vol.4』（渋谷eggman） ※ギター友：永山たかし
- ミュージカル『テニスの王子様』Dream Live 2013（神戸ワールド記念ホール） ※スペシャルゲストとして出演
- 『大西洋レストラン』（作・演出：湯澤幸一郎/音楽：H ZETT M、博品館劇場）

2014年
- 『一郎ちゃんが行く』（1月22日 - 30日、青山円形劇場/3月5日 - 9日、近鉄アート館）
- 『見上げればあの日と同じ空』（5月21日 - 25日、本多劇場/5月30日、サンケイホールブリーゼ）
- 個人イベント『ギター友の会 vol.5』&『土屋さんと井関さん〜今夜、堤さんを交えて』（6月29日、MANDA-LA）
- プロペラ犬×時速246億SPECIALコラボ公演『ハッピーセット』（7月25日、赤坂レッドシアター） ※日替わりゲスト
- パルコ・プロデュース『イット・ランズ・イン・ザ・ファミリー 〜パパと呼ばないで〜』（9月20日 - 10月13日、PARCO劇場）

2015年
- こまつ座公演『國語元年』(演出：栗山民也)（9月1日 - 23日、紀伊國屋サザンシアター）

2016年
- 朗読音楽劇『fair TRADE』（1月15日 - 17日、赤坂レッドシアター）
- 『GOKÛ』（2月16日 - 28日、AiiA 2.5 Theater Tokyo）沙悟浄 役
- WBB vol.10『懲悪バスターズ』（5月19日 - 22日、東京芸術劇場プレイハウス/5月28日 - 29日、新神戸オリエンタル劇場）
- ミュージカル『狸御殿』(作：齋藤雅文 演出：宮本亜門)（8月1日 - 27日、新橋演舞場） - おくず 役[4]

2017年
- 『SniTs』（4月29日 - 30日、ザムザ阿佐谷）
- 『リチャード三世』(演出：シルヴィウプルカレーテ)（10月18日 - 30日、東京芸術劇場プレイハウス）

2018年
- こまつ座×世田谷パブリックシアター『シャンハイムーン』(演出：栗山民也)（2月18日 - 3月11日、世田谷パブリックシアター /3月14日 - 15日、兵庫県立芸術文化センター/3月18日、りゅーとぴあ新潟市民芸術文化会館/3月21日、滋賀県立芸術劇場びわ湖ホール /3月23日 - 24日、穂の国とよはし芸術劇場PLAT主ホール /3月31日、金沢歌劇座）
- 『SniTs Vol.2』（4月20日 - 22日、ザムザ阿佐谷）
- オフィス３〇〇『肉の海』(作：上田岳弘 脚本・演出：渡辺えり)（6月7日 - 17日、本多劇場）
- 『The Silver Tassie 銀杯』（11月9日 - 25日、世田谷パブリックシアター）

2019年
- こまつ座『イーハトーボの劇列車』(演出：栗山民也)（2月5日-24日、紀伊國屋ホール /3月8日-10日、兵庫県立芸術文化センター阪急中ホール /3月12日、富山件県民会館 ホール /3月20日-21日、熊本県立劇場 演劇ホール /3月26日、広島上野学園ホール /3月30日-31日、新歌舞伎座）
- こまつ座＆ホリプロ『組曲虐殺』(演出：栗山民也)（10月6日-27日、天王洲 銀河劇場、梅田芸術劇場シアター・ドラマシティ）

2020年
- 『新 陽だまりの樹』（新型コロナウィルスの感染拡大およびイベントの自粛要請に伴い全公演中止。無観客で収録されたものが2020年8月22日日テレプラスにて放送）
- 劇団カムカムミニキーナ (作演出：松村武)『猿女のリレー「猿女(サルメ)のリレー」』（7月2日 - 12日、座・高円寺）
- 東京芸術劇場 30周年記念公演『真夏の夜の夢』（演出：シルヴィウ・プルカレーテ）（10月15日 - 11月1日、東京芸術劇場）

2021年
- 『セールスマンの死』(演出：長塚圭史)（1月8日 - 12日、KAAT神奈川芸術劇場）
- こまつ座『日本人のへそ』(演出：栗山民也)（3月6日 - 28日、紀伊國屋サザンシアター TAKASHIMAYA、4月1日 - 4日、新歌舞伎座、4月6日 - 7日、横浜関内ホール大ホール、4月10日、宮城県多賀城市民会館大ホール、4月17日 - 18日、愛知県日本特殊陶業市民会館ビレッジホール）
- こまつ座『雨』(演出：栗山民也)（9月18日 - 26日、世田谷パブリックシアター、10月2日、横浜関内ホール大ホール(横浜市市民文化会館関内ホール)、10月8日、所沢市民文化センターミューズマーキーホール、10月13日、静岡市民文化会館中ホール)
- 『ひとり舞台フェスティバル』(11月5日 - 7日、小劇場楽園)

2022年
- パルコ・プロデュース 2022「腹黒弁天町」(作：鈴木聡 演出：松村武)（2022年2月12日[注 1] - 20日、紀伊國屋ホール / 2月22日・23日、松下IMPホール)
- 一人芝居公演『土屋ひとり』(4月11日、表参道GROUND)
- シス・カンパニー『ザ・ウェルキン』(演出：加藤拓也)（2022年7月7日 - 31日、シアターコクーン / 2022年8月3日 - 7日、森ノ宮ピロティホール）[7]
- 新国立劇場 開場25周年記念公演レオポルトシュタット (作：トム・ストッパード 演出：小川絵梨子)（2022年10月中旬～下旬、新国立劇場中劇場）[8]

2023年
- パルコ・プロデュース2023『エドモン～『シラノ・ド・ベルジュラック』を書いた男～』（演出：マキノノゾミ）（2023年4月1日 - 16日、新国立劇場中劇場 / 2023年4月22日 - 24日、東大阪市文化創造館 Dream House 大ホール）
- タカハ劇団『おわたり』（作演出：高羽彩）（2023年7月1日 - 9日、新宿シアタートップス）
- 『My Boy Jack』（演出：上村聡史）（2023年10月7日 - 22日、紀伊國屋サザンシアターTAKASHIMAYA / 10月28日 - 29日、キャナルシティ劇場 / 11月3日 - 5日、兵庫県立芸術文化センター 阪急 中ホール / 11月11日 - 12日、東海市芸術劇場 大ホール）

2024年
- オフィスコットーネプロデュース『兵卒タナカ』（作：ゲオルク・カイザー 演出：五戸真理枝）（2024年2月3日 - 14日、吉祥寺シアター）
- こまつ座『夢の泪』(演出：栗山民也)（2024年4月、紀伊國屋サザンシアターTAKASHIMAYA 他）
- ゴツプロ!第九回公演『無頼の女房』（作：中島淳彦 演出：青山勝）（2024年6月6日 - 16日、本多劇場 他）
- Homecoming Party『START』（作：Kimeru 演出：上島雪夫）（2024年3月23日、品川プリンスホテル クラブeX）[9]
- 朗読劇『となりのテーブルは青くない』（2024年8月24日、まつもと市民芸術館 小ホール）[10]
- こまつ座『太鼓たたいて笛ふいて』(演出：栗山民也)（2024年11月1日 - 12月25日、紀伊國屋サザンシアターTAKASHIMAYA 他）[11]

2025年
- タカハ劇団 第20回公演『他者の国』（2025年2月20日 - 23日、本多劇場）[12]
- パルコ・プロデュース 2025「エドモン〜『シラノ・ド・ベルジュラック』を書いた男〜」（2025年4月7日 - 30日、PARCO劇場 / 5月9日・10日、東大阪市文化創造館 Dream House 大ホール / 5月17日・18日、福岡市民ホール 大ホール / 5月24日、豊田市民文化会館 大ホール）[13]
- オフィス３〇〇　唐十郎追悼公演『少女仮面』(演出：渡辺えり)（2025年6月11日 - 22日、下北沢スズナリ）[14]
- KAAT神奈川芸術劇場プロデュース『最後のドン・キホーテ THE LAST REMAKE of Don Quixote』（2025年9月14日 - 10月4日〈予定〉、KAAT神奈川芸術劇場 ホール / 10月12日・13日〈予定〉、オーバード・ホール 大ホール / 10月25日・26日〈予定〉、J:COM北九州芸術劇場 中劇場 / 11月1日 - 3日〈予定〉、SkyシアターMBS）[15]

### テレビドラマ
- ケータイ・ネット社会の落とし穴（NHK教育）
- まちへとびだそう（2001年 - 2004年、NHK Eテレ） - ツッチー 役[注 2]
- Pな彼女 第6シリーズ「セシルの奇跡」（2002年11月25日 - 12月9日、TBSテレビ） - ナッツ 役
- ドゥニチラヴ episode4「週末シェアリング」（2003年2月、テレビ東京） - 倉崎翔太 役
- 月曜ミステリー劇場 十津川警部シリーズ29「松山・道後十七文字の殺人」（2003年9月22日、TBSテレビ） - 関真一郎 役
- 夏のラブ＆サスペンスシリーズ2 59番目のプロポーズ（2006年7月11日、日本テレビ） - 合コン相手 役
- 金曜プレステージ 事件記者〜警視庁記者クラブ〜（2008年9月12日、フジテレビ） - 鶴岡修一 役
- 松本清張生誕100年特別企画・疑惑（2009年1月24日、テレビ朝日） - 河崎三郎 役
- シバトラ〜童顔刑事!史上最大の危機スペシャル〜（2009年5月9日、フジテレビ） - 内海刑事 役
- メイド刑事 第6話（2009年8月7日、テレビ朝日） - 荒木英佑 役
- 科捜研の女 第9シリーズ 最終話（2009年9月10日、テレビ朝日） - 坂東雄一 役
- 鬼平犯科帳スペシャル 雨引の文五郎（2009年7月17日、フジテレビ） - 政次 役
- ママは昔パパだった 第3話・第4話（2009年9月6日・13日、WOWOW） - 岸元敬介 役
- 月曜ゴールデン 浅見光彦シリーズ27「斎王の葬列」（2009年9月7日、TBSテレビ） - 長屋明正 役
- わたしが子どもだったころ 〜映画美術監督 種田陽平篇〜（2009年9月16日、NHK BS-hi）
- 松本清張生誕100年スペシャル・中央流沙（2009年12月14日、TBSテレビ） - 堀田賢一 役
- シバトラ〜童顔刑事!さらば、童顔刑事スペシャル（2010年5月22日、フジテレビ） - 内海刑事 役
- ジョーカー 許されざる捜査官（2010年7月 - 9月、フジテレビ） - 堀田輝生 役
- なぜ君は絶望と闘えたのか（2010年9月25日・26日、WOWOW） - 久保田 役
- 水戸黄門 第42部 第5話「暴かれたヒスイの謎 -糸魚川-」（2010年11月8日、TBSテレビ） - 庄太 役
- 美咲ナンバーワン!!（2011年1月 - 3月、日本テレビ） - 川西勤 役
- 月曜ゴールデン 内部調査官・水平直の報告書（2011年1月17日、TBSテレビ） - 梨本茂 役
- 名探偵コナン 工藤新一への挑戦状（2011年7月 - 9月、読売テレビ） - 高木渉 役
- ジウ 警視庁特殊犯捜査係 第3話・第4話（2011年8月12日・8月19日、テレビ朝日）
- 金曜プレステージ 医療捜査官 財前一二三2（2011年12月16日、フジテレビ） - 沢田 役
- 土曜ワイド劇場 タクシードライバーの推理日誌30「東京〜京都〜博多、殺人犯を追う乗客」（2012年1月7日、テレビ朝日） - 藤島寛治 役
- 水曜ミステリー9 鉄道警察官・清村公三郎8「鎌倉・江の島 追憶の殺人」（2012年2月8日、テレビ東京） - 星野健吾 役
- 女取調官2「東京〜佐賀・玄界灘 同時殺人の謎」（2012年2月20日、TBSテレビ）
- BS時代劇 陽だまりの樹 第1話・第2話（2012年4月6日・13日、NHK BSプレミアム） - 清河八郎 役
- 名探偵コナンスペシャルドラマ 工藤新一 京都新撰組殺人事件（2012年4月12日、読売テレビ・日本テレビ） - 高木渉 役
- 土曜ワイド劇場 内田康夫サスペンス・福原警部4 「フグハラ体型の警部と美人刑事の殺人捜査」（2012年4月14日、テレビ朝日） - 山田俊男 役
- 月曜ゴールデン 釣り刑事3（2012年8月27日、TBSテレビ） - 滝川弘樹 役
- 走馬灯株式会社 第7話（2012年8月27日、TBSテレビ） - 山下 役
- だましゑ歌麿II（2012年9月15日、テレビ朝日） - あにさん 役
- 土曜プレミアム 世にも奇妙な物語 2012年 秋の特別編「ヘイトウイルス」（2012年10月6日、フジテレビ） - セキネ タダシ 役
- 土曜ワイド劇場 西村京太郎トラベルミステリー59「終着駅殺人事件」（2013年1月5日、テレビ朝日） - 川島史郎 役
- 水曜ミステリー9 森村誠一サスペンス 刑事の証明5（2013年2月13日、テレビ東京） - 寺尾昭一 役
- カウンターのふたり シーズン2 第19話「月光浴」（2013年3月8日、TwellV） - 黒服 役
- 東海テレビ昼ドラマ 白衣のなみだ 第3話 - 第5話・第8話・第9話・第13話（2013年4月3日 - 5日・10日・11日・17日、フジテレビ） - 野上健 役
- 水曜ミステリー9 捜査検事・近松茂道13「せとうち望郷殺人事件」（2013年5月1日、テレビ東京） - 岡村哲也 役
- 空飛ぶ広報室 第6話（2013年5月19日、TBSテレビ） - 立花 役
- 警視庁捜査一課9係 season8 第2話（2013年7月17日、テレビ朝日） - 塚田敏明 役
- 山田くんと7人の魔女（2013年8月10日 - 9月28日、フジテレビ） - 緑川教師 役
- 水木しげるのゲゲゲの怪談「不死鳥を飼う男」（2013年8月31日、フジテレビ） - 編集者 役
- 海の上の診療所（2013年10月14日 - 12月23日、フジテレビ） - 前島邦宏 役
- TEAM -警視庁特別犯罪捜査本部- 第3話（2014年4月30日、テレビ朝日） - 岡崎圭一 役
- 警部補・杉山真太郎〜吉祥寺署事件ファイル 第11話（2015年3月23日、TBSテレビ） - 山根 役
- HEAT（2015年） - 泉秀典 役
- 花咲舞が黙ってない 第2シリーズ 第6話（2015年8月12日、日本テレビ） - 北村由紀彦 役
- 松本清張特別企画・共犯者（2015年9月30日、テレビ東京） - 高橋友也 役
- 土曜ワイド劇場 タクシードライバーの推理日誌39「スキャンダルな乗客!!」（2016年3月26日、テレビ朝日） - 戸川聡 役
- 月曜名作劇場
  - 「陰の季節」（2016年4月18日、TBSテレビ） - 糸川刑事 役
  - 「はぐれ署長の殺人急行2」（2017年） ‐ 青葉孝之 役
  - 警視庁機動捜査隊216 VIII（2017年） - 若林優弥 役
- ドクター調査班〜医療事故の闇を暴け〜 第2話（2016年4月29日、テレビ東京） - 東尾正夫 役
- 警視庁捜査一課9係 season11 第7話（2016年5月18日、テレビ朝日） - 寺崎駿介 役
- ドクターX〜外科医・大門未知子〜 第4期 第5話（2016年11月10日、テレビ朝日） - 五島哲夫 役
- 嘘の戦争（2017年） - 二宮 役
- 勤番グルメ ブシメシ!（2017年） - 十三 役
- 定年女子（2017年、NHK BSプレミアム） - 吉岡保 役
- 西村京太郎トラベルミステリー68（2017年、テレビ朝日） - 根本一成 役
- 先に生まれただけの僕（2017年、日本テレビ） - 柳沢直紀 役
- 相棒 season17（2018年、テレビ朝日） - 善波圭佑 役
- サイン-法医学者 柚木貴志の事件-（2019年、テレビ朝日） - 本郷正治 役
- ハル〜総合商社の女〜（2019年、テレビ東京） ‐ ナレーション
- 金魚姫（2020年、NHK BSプレミアム）
- 行列の女神～らーめん才遊記〜 第5話（2020年5月18日、テレビ東京） - 板垣勇次 役
- 私の家政夫ナギサさん（2020年、TBSテレビ） ‐ 西浦大介 役
- invert 城塚翡翠 倒叙集（2022年、日本テレビ）
- 天使の耳〜交通警察の夜（2023年3月20日、NHK BS4K / 6月10日、NHK BSプレミアム / 2024年4月9日、NHK総合） - 医師 役

### 映画
- テニスの王子様 - 木手永四郎 役
- 学校をつくろう - 江木高遠 役
- これでいいのだ!!映画★赤塚不二夫 - 高橋一朗 役
- LOVE まさお君が行く! - 獣医師 役
- おかあさんの木（2015年、東映）[16]
- あやしい彼女（2016年）
- おまえの罪を自白しろ（2023年）
- ありきたりな言葉じゃなくて（2024年）- 丸川 役[17]
- くすぶりの狂騒曲（2024年）- 徳田透 役[18]

### テレビアニメ
- ホイッスル! - 雨宮東吾 役
- テニスの王子様 - 伏見 役
- 吟遊黙示録マイネリーベwieder - レオハルト 役
- GUNSLINGER GIRL - ニハッド・男達 役

### ナレーション
- 特集番組「アイリッシュダンスカンパニートリニティ」（2006年11月4日・5日、テレビ東京系）
- 「リアル×ワールド」 あなたの大切なメールみせてください（2010年9月5日、日本テレビ）
- ザ・ノンフィクション 「ショーケンという孤独」（2009年9月13日、フジテレビ）（山梨文学シネマアワード2010 特別賞受賞作品）
- 「親鸞展」親鸞聖人750回忌記念企画（親鸞の声）
- 「リアル×ワールド」一生懸命…木村拓也〜パパが残してくれたもの〜（2010年7月25日、日本テレビ）
- 日テレ開局10周年特別番組「人類最古のエンターテインメント マジック4000年の歴史」（2010年12月12日、BS日テレ）
- 特別番組「立川談春 らくごの時間」（2010年12月15日、BSフジ）
- 「リアル×ワールド」〜お母さんが死ぬ前に聞いておきたい10のこと〜（2011年2月27日、日本テレビ）
- 耳の日特番「なんくるないさあ〜今井絵理子が息子と歩んだ6年〜」（2011年3月3日、日本テレビ）
- ノンフィクションW「ウインブルドンのサムライ〜日本最強プレーイヤー佐藤次郎の悲劇〜」（2011年6月13日、WOWOW）
- 「どうしても伝えておきたい一枚の写真」（2011年8月9日、BSジャパン）
- 「全豪オープンテニス2012総集編」（2012年2月5日、WOWOWライブ）
- 「漂えど沈まず〜小説家・開高健の遺した言葉〜」（2012年3月18日、BS-TBS）
- 「全仏オープンテニス2012総集編」（2012年6月17日、WOWOWライブ）
- 「ウインブルドンテニス2012総集編」（2012年7月16日、WOWOWライブ）
- 「全米オープンテニス2012総集編」（2012年9月17日、WOWOWライブ）
- 「リアル×ワールド」ジャニーズJr.の真実（2012年9月30日、日本テレビ）
- 「ドキュメンタリーもオンエア」（2013年1月1日、WOWOW） - クルム伊達のパートのみ
- ノンフィクションW「映画で国境を越える日〜映像作家・ヤン ヨンヒという生き方〜」（2013年1月25日、WOWOW）
- 「全豪オープンテニス2013総集編」（2013年2月2日、WOWOWライブ）
- 「全仏オープンテニス2013総集編」（2013年6月16日、WOWOWライブ）
- ザ・ノンフィクション「やってないものはやってない」（2013年6月30日、フジテレビ）
- ザ・ノンフィクション「転んでも転んでも～三國清三の上海進出1000日～」（2013年9月29日、フジテレビ）
- 「ウィンブルドンテニス2013総集編」（2013年7月14日、WOWOWライブ）
- リアリTV「Cancer gift(キャンサーギフト)がんって、不幸ですか？」（2015年7月4日、日本テレビ）
- 「空飛ぶ救命救急最前線　緊急出動！ドクターヘリ」（2016年1月13日、BS-日テレ）
- ザ・ノンフィクション「がんになって考えた事　元ゆーとぴあ　ホープの告白」（2016年2月7日、フジテレビ）
- ザ・インタビュー〜トップランナーの肖像〜（2017年10月 - 、BS朝日）
- 直撃!シンソウ坂上SP（2018年7月12日、フジテレビ）
- 直撃!シンソウ坂上〜ドラマ整形を繰り返し15年逃亡…福田和子（2018年8月2日、フジテレビ）
- 直撃!シンソウ坂上〜日航123便からのメッセージ・33年目の真相～（2018年8月16日、フジテレビ）
- 神業革命！スーパー4Kマジック～新時代の超絶ミステリーを見抜けるか！～（2018年12月16日、BS朝日）
- 「ワガノワ・世界一過酷で美しいバレエ学校の世界～ロシアが誇る伝統の“くるみ割り人形”が日本へ～」（2020年2月6日、Bunkamura公式YouTube）[19]
- マキタ係長（2020年10月3日 - 2023年12月23日、山梨放送）[20]
- Real Folder #001花澤香菜（2021年、Paravi）
- Real Folder #005緑黄色社会（2022年、Paravi）
- Real Folder #006山下大輝（2022年、U-NEXT）
- 「業の花びら 〜宮沢賢治 父と子の秘史〜」（2023年3月24日、NHKBSプレミアム）
- Real Folder #010角野隼斗（2023年、U-NEXT）
- Real Folder #013三浦宏規（2023年、U-NEXT）